# Sylvie Robineau
Pour les articles homonymes, voir Robineau.
Sylvie Robineau est une femme politique néo-calédonienne, née le 23 mai 1956 à Dakar (Sénégal). 

## Une carrière d'éducatrice spécialisée et de conseillère d'orientation
Sylvie Robineau est la neuvième et dernière enfant de Paul Robineau (1916-2006) et de son épouse Jeanne « Jeannette » Dubois. Son père, un descendant de bagnard du côté maternel et fils du capitaine du port de Nouméa, est engagé dans le Bataillon du Pacifique et les Forces françaises libres durant la Seconde Guerre mondiale, servant surtout comme parachutiste du Special Air Service (SAS) britannique. Il est ensuite commandant d'hydrobase et d'aérodrome ainsi qu'aviateur en poste successivement en Nouvelle-Calédonie, à Marignane, Dakar (où Sylvie Robineau naîtra), Djibouti et finalement aux Comores. De retour après sa retraite en Nouvelle-Calédonie, il s'y engage dans le milieu associatif des anciens combattants, du vol amateur, du nautisme ou du sport. Une des sœurs de Sylvie Robineau, Nicole Robineau, est également engagée en politique, sous les couleurs successivement du Rassemblement pour la Calédonie dans la République (RPCR), du Rassemblement pour la Calédonie (RPC) et de Calédonie ensemble.
Ayant suivi une formation d'éducatrice spécialisée et de psychologue, elle a travaillé tout d'abord comme directrice des ressources humaines dans le privé, avant de passer le concours pour devenir conseillère d'orientation-psychologue et entre à la suite de cela dans la fonction publique, notamment dans les services de gestion des hommes et de formation à l'Établissement territorial de formation professionnelle des Adultes (ETFPA), au Greta de Nouvelle-Calédonie et enfin directrice du Groupement d'intérêt public (GIP) Mission Formation Cadres Avenir (mission qui a succédé en 2000 à la mission 400 cadres et visant à former des cadres néo-calédoniens).

## Carrière politique
Elle ne se lance qu'assez tardivement, et de manière plutôt discrète, dans la politique locale. Elle est ainsi en 2001 3e sur la liste Nouméa, c'est capital« e », emmenée par Sonia Lagarde, la n°2 du petit parti anti-indépendantiste d'opposition à Jacques Lafleur Alliance, lors des municipales de 2001 à Nouméa. Cette liste réussit alors une assez bonne percée dans un fief traditionnellement acquis au Rassemblement pour la Calédonie dans la République (RPCR, parti de Lafleur) et à son maire Jean Lèques (qui est d'ailleurs réélu dès le 1er tour) : avec 22,6 %, la liste obtient 5 sièges sur 49 et constitue ainsi la première force d'opposition au conseil municipal. Sylvie Robineau fut donc à partir de 2001 conseillère municipale du chef-lieu de la Nouvelle-Calédonie. Elle démissionne de son siège toutefois le 19 mars 2004 lorsqu'elle rejoint l'Avenir ensemble pour les élections provinciales du 9 mai 2004. Onzième sur la liste de Province Sud emmenée par Marie-Noëlle Thémereau, elle est alors élue à la fois à l'Assemblée de la Province Sud et au Congrès. Elle est de 2004 à 2007 membre de la commission permanente, présidente du groupe Avenir ensemble et de la commission du Travail et de la Formation professionnelle au Congrès. 
À la suite des législatives de 2007 qui voient la victoire dans les deux circonscriptions des candidats du Rassemblement-UMP (nouveau nom depuis 2004 du RPCR), et à la suite de la signature d'un « accord-cadre de majorité » entre les deux anciens partis antagonistes d'opposition à l'indépendance (l'Avenir ensemble et le Rassemblement), elle est choisie comme 7e de la liste commune menée par Harold Martin pour former un nouveau gouvernement. Elle est ainsi à la fois élue dans le 1er gouvernement Martin élu le 9 août 2007 (et démissionnaire immédiatement à la suite de la démission globale de l'ensemble de la liste FLNKS) et dans le 2e gouvernement Martin élu le 21 août suivant. Elle y est chargée trois jours plus tard, et jusqu'au 10 mai 2009, des secteurs de la Santé, des Affaires sociales, de la Solidarité et du Handicap. Elle a immédiatement été confrontée à la grève des médecins urgentistes du CHT Gaston-Bourret, commencée le 24 juillet et terminée fin septembre, au sujet de leur statut et de leurs conditions de travail dans un service manquant cruellement de locaux et d'effectifs. À cette grève a succédé celle des cadres hospitaliers en novembre 2007. Sinon, elle a surtout hérité du dossier de la construction du « médipôle » à Koutio, dans la banlieue nouméenne (avec la pose symbolique de la « première pierre » le 13 mars 2009), ainsi que de celui du handicap (des « journées du handicap » ont d'ailleurs été organisées en novembre 2007). Elle est mise en cause directement en mai 2009 lors de la démission de Jacqueline Bernut, présidente du conseil d'administration du CHT, du Centre hospitalier spécialisé (CHS) Albert-Bousquet et de la Fédération régionale hospitalière du Pacifique Sud, qui justifie ce geste en dénonçant des décisions jugées « irrégulières » de la part de Sylvie Robineau et surtout le fait que l'exécutif n'a alors pas encore signé l'avant-projet définitif (APD) du médipôle, alors qu'il était prévu initialement qu'il le fasse en mars-avril afin de débloquer les premiers financements et lancer les premiers travaux.   
Elle est réélue à l'Assemblée de la Province Sud et au Congrès lors des élections provinciales du 10 mai 2009, en quatrième position sur la liste Avenir ensemble-LMD emmenée par Harold Martin, et retrouve la présidence de la commission du Travail et de la Formation professionnelle au sein de l'assemblée territoriale. Le 3 mars 2011, elle réintègre le gouvernement local, qui a de nouveau Harold Martin pour président, mais cet exécutif chute le jour même (en raison de la démission collective de 13 des 14 candidats de la liste Calédonie ensemble). Le 11 mars suivant, elle obtient la charge de secteurs qu'elle avait déjà animée lors de son précédent passage au gouvernement, à savoir la santé, la protection sociale, le handicap, la solidarité et le suivi du Médipôle de Koutio, mais également de la formation professionnelle. Les secteurs étant de plus regroupés, pour la première fois, en 9 « pôles de compétence » au sein desquels des membres indépendantistes et anti-indépendantistes prennent les décisions en commun, elle fait partie des « pôles » de l'enseignement, formation et éducation et des actions sanitaires et sociales et de solidarité. Elle n'est pas réélue dans l'exécutif suivant le 17 mars 2011, mais retrouve son poste dans le gouvernement Martin V dès le 1er avril suivant (et est reconduite lors de l'élection du gouvernement Martin VI le 10 juin 2011, qui lui ne souffre pas de démissions de Calédonie ensemble pour le faire chuter immédiatement après son installation), et retrouve en son sein, le 6 avril, ses prérogatives précédentes. Il en est de même après la nouvelle répartition du 16 juin suivant, à l'exception du suivi de la construction du Médipôle de Koutio, qui revient à Philippe Dunoyer.
Elle est confrontée à un vaste mouvement de protestation des pharmaciens aux mois de décembre 2011 et janvier 2012, à la suite de la décision du gouvernement de baisser les prix des médicaments.